# Synagogue d'ed-Dikke
La synagogue d'ed-Dikke (en hébreu : חורבת א-דיכה) est une synagogue du début de l'époque byzantine construite vers le Ve siècle dans le sud-ouest du Golan syrien, occupé par l'armée israélienne depuis 1967, à 3 km au nord de la mer de Galilée sur la rive est du Jourdain.  

## Historique
La synagogue, située sur un site nommé Khirbet ed-Dikke, est identifiée par Gottlieb Schumacher dans les années 1880. En 1905, Heinrich Kohl et Carl Watzinger réalisent de brèves études de terrain sur le site.
L'édifice date probablement de l'an 460 ap. J.-C.,. Il comprend une salle de prière d'environ 11 mètres par 14. Il est divisé en trois allées par deux rangées de quatre colonnes chacune.